# Guerra do Gás

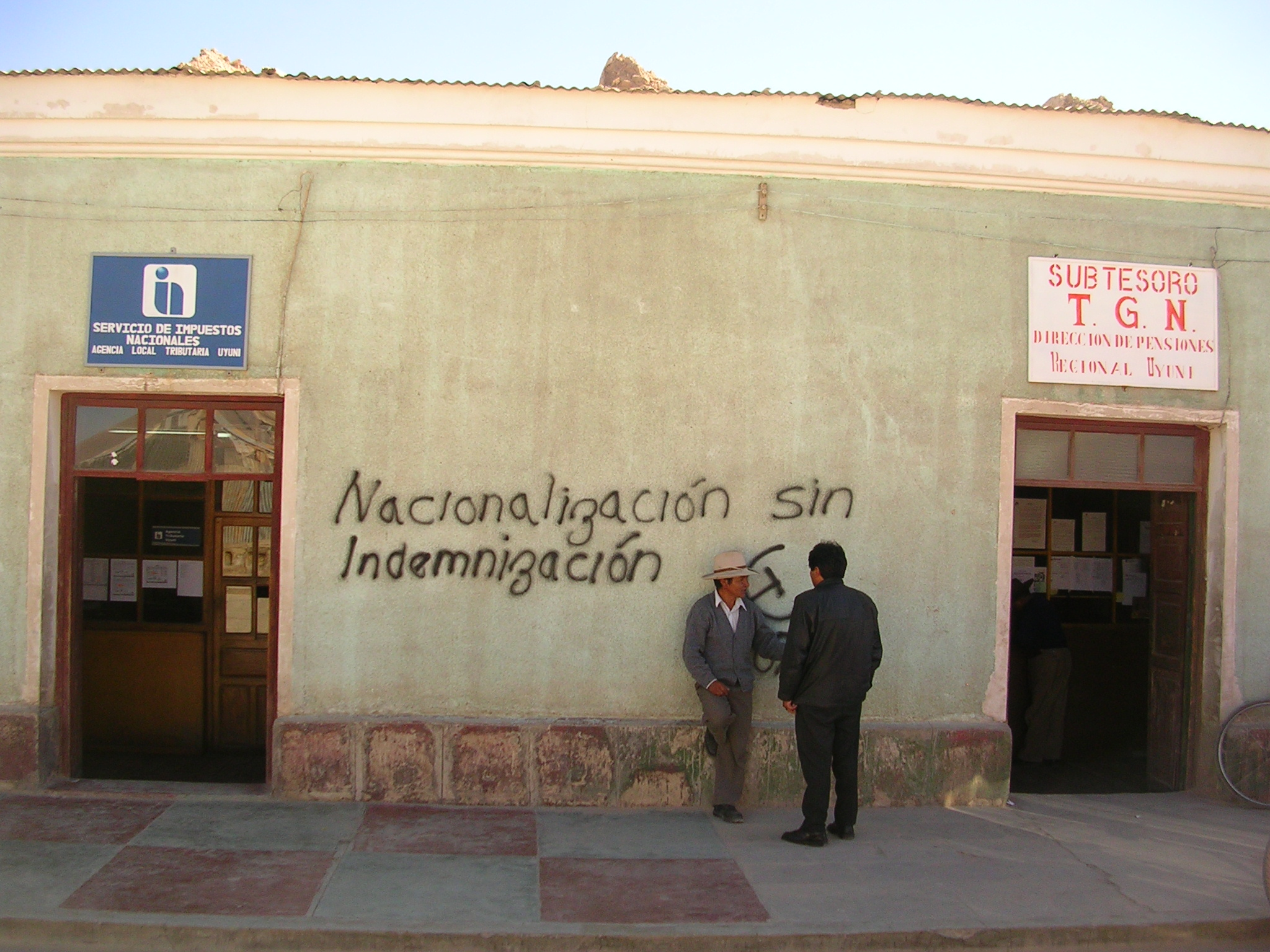
Pintura alusiva à nacionalização do gás em uma rua de Uyuni.

A Guerra do Gás é o nome popular a uma disputa social na Bolívia centrada na exploração das reservas de gás natural situadas no departamento de Tarija, descobertas em meados dos anos 1990 e as segundas maiores da América do Sul.

## A Guerra do Gás

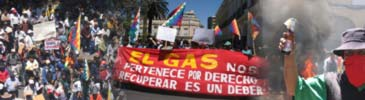
Marchas de outubro de 2003 contra Gonzalo Sánchez de Lozada.

A Guerra do Gás é um nome dado aos conflitos de outubro de 2003 relacionados à exploração de gás natural da Bolívia aos Estados Unidos e ao México. O conflito principalmente surge porque na Bolívia uma grande porcentagem das famílias ainda cozinhavam à lenha e pela decisão de Gonzalo Sánchez de Lozada não só de exportar, como de fazê-lo pelo Chile. As principais reivindicações da guerra do gás era a não exportação do gás natural até que houvesse uma política para abastecer o mercado interno. Também a questão dos preços, considerados quase de presente, a que se pretendia exportar o gás, que eram menores de um dólar por milhar de VTU. A outra reivindicação era a Assembleia Constituinte, ou seja, criar um novo pacto social até atingir um novo Estado de consenso.

## Antecedentes

### Governo de Quiroga
O conflito começou em 2002, quando a administração do presidente Jorge Quiroga propôs construir um gasoduto através do território boliviano e chileno, até o porto de Mejillones, no Chile, a rota mais direta até o Oceano Pacífico. Contudo, o antagonismo contra o Chile é muito profundo na Bolívia devido à perda de sua saída para o mar na Guerra do Pacífico (1879-1884). Diversos setores bolivianos começaram a vociferar e fazer campanha contra a opção do porto chileno, exigindo alternativas como a de um porto peruano para transportar o gás, mas com a dificuldade da distância. Segundo estimativas chilenas, a opção de Mejillones seria 600 milhões de dólares mais barata. No Peru, as estimativas indicavam uma diferença de não mais que 300 milhões. Os que apoiavam a opção peruana alegavam também que ela beneficiaria a economia na região norte da Bolívia, por onde o gasoduto passaria.
Pouco antes das eleições presidenciais de julho de 2002, o governo de Jorge Quiroga adiou a execução do gasoduto deixando o assunto para o seu sucessor, alegando que não queria comprometer sua possibilidade de ser eleito presidente nas hipotéticas eleições de 2007, levando em consideração a impopularidade da exportação de gás através do porto chileno.

### Governo de Sánchez de Lozada
Gonzalo Sánchez de Lozada, empresário que ganhou as eleições presidenciais de 2002, indicou sua preferência pela opção do porto de Mejillones. Mas Sánchez de Lozada também evitou adotar uma declaração oficial de construir o gasoduto.
Durante o ano de 2003, reavivou-se um período de crise social e política, que gerou protestos exigindo a nacionalização dos hidrocarbonetos. Os protestos foram dirigidos pelos representantes do campesinato e mineiros de diferentes regiões do país, destacando-se os dirigentes indígenas Evo Morales, dirigente sindical cocaleiro de trópico de Cochabamba e Felipe Quispe, dirigente campesino.

### Planos de exportação
A Pacific LNG, a British Petroleum e a Repsol YPF haviam previsto um investimento de três bilhões de dólares em território chileno. O preço da venda de gás seria menor em dólar por milhar de VTU e os lucros aproximados eram de um bilhão de dólares, dos quais o estado boliviano somente receberia 18%, ou seja, 180 milhões de dólares por ano (no formato atual, o estado boliviano recebe 4 bilhões de dólares por ano).
Os planos passavam por exportar o gás pelo Chile e vender a baixo custo à Califórnia e ao México. Mostrando grande autoritarismo, Gonzalo Sánchez de Lozada ratifica sua decisão publicamente quando em cadeia nacional diz "o Estado sou eu" e que não pretendia ceder às reclamações da oposição política (liderada pelo movimento ao socialismo).
Os peruanos também faziam sua proposta e buscavam uma maior integração, mas historicamente a Bolívia não tinha aproveitado eficazmente seus recursos naturais. A população também expressou seu desejo de que, sendo essa a última reserva natural de grande valor, o país não poderia perder a oportunidade de sair da pobreza; as reclamações da população concentravam-se no baixo preço definido para a exportação.

## Conflito
A população da cidade de El Alto, juntamente com os povos andinos que chegaram à cidade para reclamar sobre a exploração do gás, são os protagonistas principais do conflito de outubro de 2004. Ele iniciou por volta dos primeiros dias de outubro, especialmente quando El Alto celebra uma parada cívica. Em 13 de outubro, o governo decide levar um comboio com gasolina e alimentos para algumas famílias da cidade de La Paz. Militares com armas de guerra e grandes metralhadoras começam a disparar contra a população indefesa, armada de paus e pedras. Helicópteros começam a disparar contra os tetos das casas e constantes denúncias de que assessores norte-americanos estão na Bolívia crescem nos meios de comunicação.
No conflito, morre um menino de cinco anos  que havia saído de sua casa e recebeu um tiro dos militares. Morreram por volta de 65 pessoas e os líderes de organizações e comunidades clamaram pela renúncia de Sánchez de Lozada. Também fizeram coro a Assembleia Permanente de Direitos Humanos, o Defensor do Povo, os bolivianos residentes no exterior, dentre outros, que buscavam a pacificação do país. As marchas contra Sánchez de Lozada se estenderam a todo o território do país, inclusive na capital La Paz. Este episódio em que o exército disparou contra a população de El Alto é conhecido como Massacre de Outubro.
Diante de toda a pressão e o clima hostil formado, em 17 de outubro Sánchez de Lozada decide fugir do país, deixando sua renúncia no congresso. As imagens de televisão mostravam o momento em que assumia a presidência Carlos Mesa, ao mesmo tempo em que Sánchez de Lozada abandonava o país.